# Керслети
Ке́рслети (эст. Kersleti), на письме ранее Kärrsläti (Кяррсляти), также Kärrslätt (Кяррслятт) — деревня в волости Вормси уезда Ляэнемаа, Эстония.

## География и описание
Расположена в северо-западной части острова Вормси, в 6 километрах от волостного центра — деревни Хулло. Высота над уровнем моря — 7 метров.
На территории деревни находится часть природного парка Вормси.
На западе острова самые плодородные земли, здесь хорошо растут рожь и картофель.
Климат умеренный. Официальный язык — эстонский. Почтовый индекс — 91307.

## Население
По данным переписи населения 2021 года, в Керслети проживали 20 человек, все — эстонцы.
По состоянию на 1 января 2020 года в деревне насчитывалось 25 жителей: 9 женщин и 16 мужчин; 15 человек трудоспособного возраста (15–64 года), 3 детей в возрасте до 15 лет и 7 человек пенсионного возраста (65 лет и старше).
По данным переписи населения 2011 года, в деревне проживали 5 человек, все — эстонцы.
Численность населения деревни Керслети:
| Год  | 1934 | 1948  | 1959 | 1970 | 1979 | 1989 | 1998 | 2000 | 2011 | 2017 | 2018 | 2019 | 2020 | 2021 |
| ---- | ---- | ----- | ---- | ---- | ---- | ---- | ---- | ---- | ---- | ---- | ---- | ---- | ---- | ---- |
| Чел. | 292  | ↘ 119 | ↘ 92 | ↘ 36 | ↘ 22 | ↘ 20 | ↘ 10 | ↘ 5  | 5    | ↗ 29 | ↗ 30 | ↘ 28 | ↘ 25 | ↘ 20 |

## История
В письменных источниках 1540 года упоминается Kyrresleven, 1565 года — Kyrffveslett, 1598 года — Kirchiesletz by, 1615 года — Kirckslätt, 1627 года — Kyrkslätt.
На военно-топографических картах Российской империи (1846–1863 годы), в состав которой входила Эстляндская губерния, деревня обозначена как Керслетъ.
С XVI века побережье Вормси заселялось прежде всего шведскими переселенцами из Финляндии. Керслети — одна из старейших деревень острова. Считается, что на место будущей деревни приплыли жители из окрестностей города Киркслятт. Они построили у деревни часовню (не сохранилась). Место, где она находилась, называют Капольбакан (Kapolbackan).
В 1730—1740 годах некий доктор Роман (Roman) пытался при помощи солнца выпаривать из морской воды соль, но результаты были незначительными. В память об этом осталось название Doktorskrobba (местечко у моря) и хутор Salt-Pears.
До Второй мировой войны в деревне работала 6-классная школа.
В 1934 году в Керслети насчитывалось 49 хозяйств и 292 жителя.
В 1944 году в Швецию эмигрировали 239 жителей деревни.
В 1977—1997 годах в состав Керслети официально входила деревня Саксбю.
- Фотографии из Национального архива Эстонии. Эмиграция шведов и эстонцев с острова Вормси в Швецию, 27 августа 1944 года Архивная копия от 31 октября 2020 на Wayback Machine